# Герб комуни Кумла
Герб комуни Кумла (швед. Kumla kommunvapen) — символ шведської адміністративно-територіальної одиниці місцевого самоврядування комуни Кумла. 

## Історія
Герб міста Кумла отримав королівське затвердження 1945 року. Проєкт розробив учитель місцевої школи Йон Норландер. 
Після адміністративно-територіальної реформи, проведеної в Швеції на початку 1970-х років, муніципальні герби стали використовуватися лишень комунами. Цей герб був 1971 року перебраний для нової комуни Кумла.
Герб комуни офіційно зареєстровано 1974 року.

## Опис (блазон)
У червоному полі над срібним тригорбом скошені навхрест два срібні шевські молотки, руків’ями додолу. 

## Зміст
Шевські молотки вказують на поширений в містечку шевський промисел. Тригорб уособлює місцеві кургани.